# Daniel Mauch (Bildschnitzer)

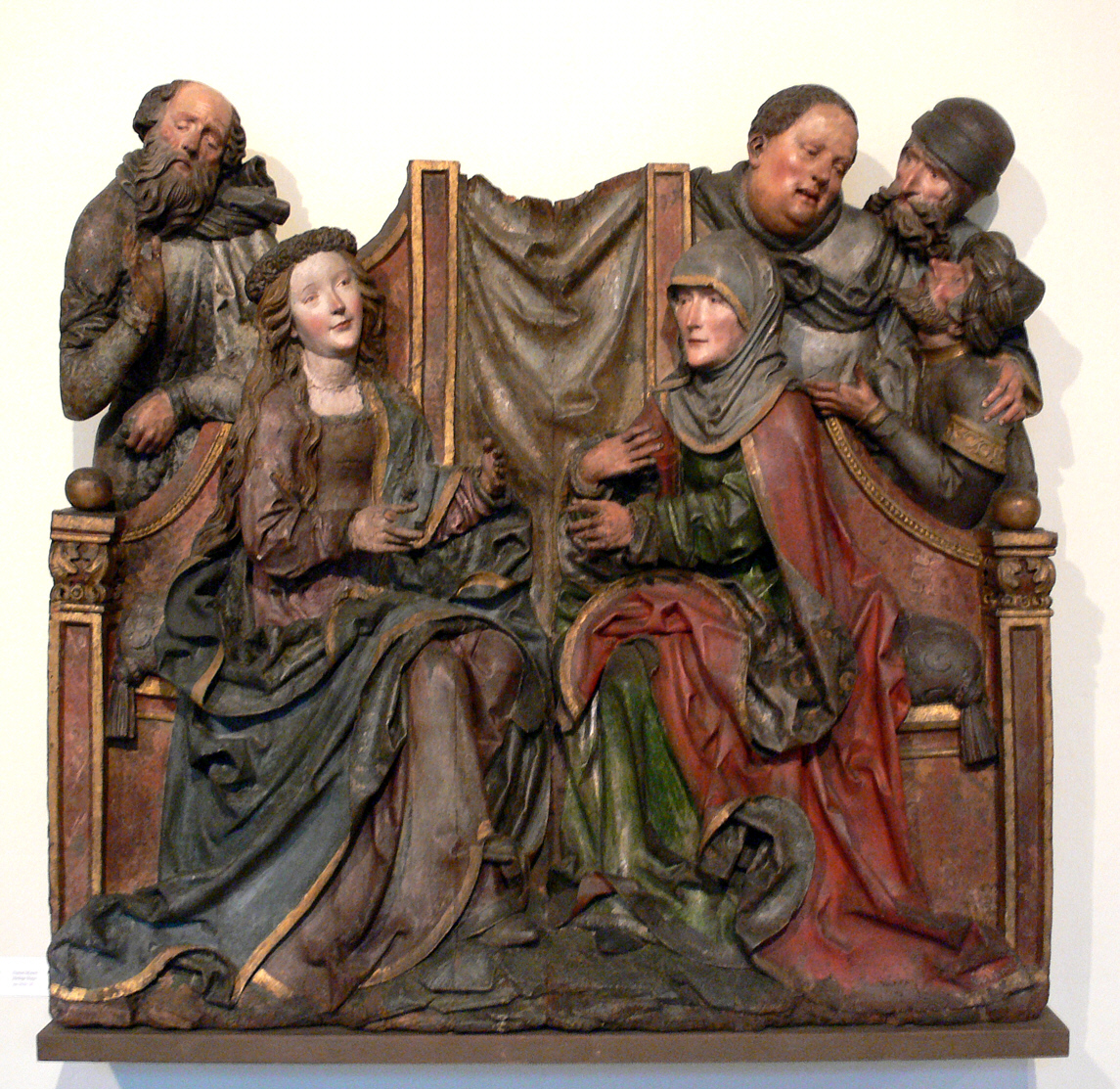
Daniel Mauch: Heilige Sippe, um 1510/1515, Bayerisches Nationalmuseum, München, Inv. MA 1880

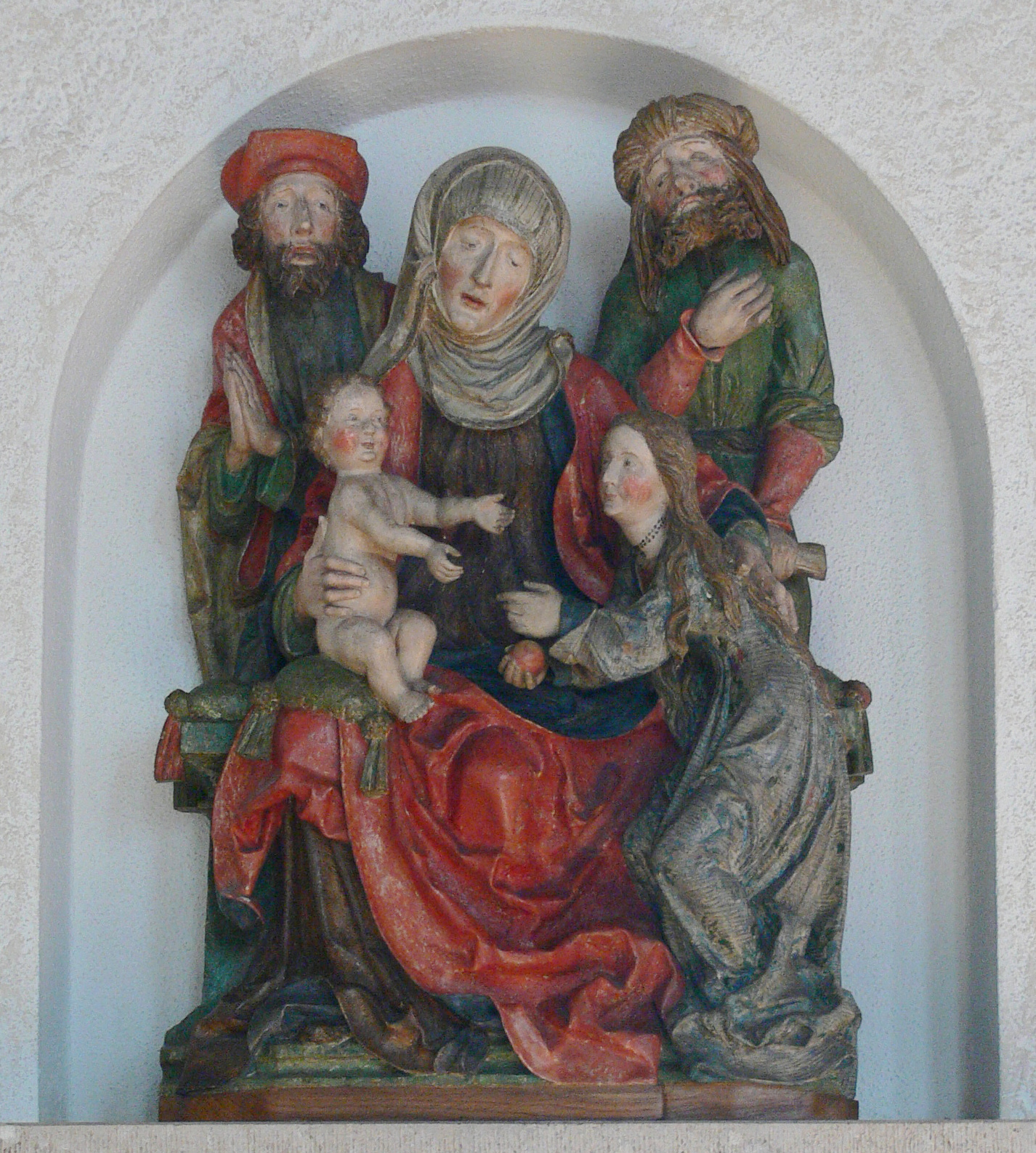
Daniel Mauch: Heilige Sippe, um 1515, Pfarrkirche Mariä Himmelfahrt, Tomerdingen

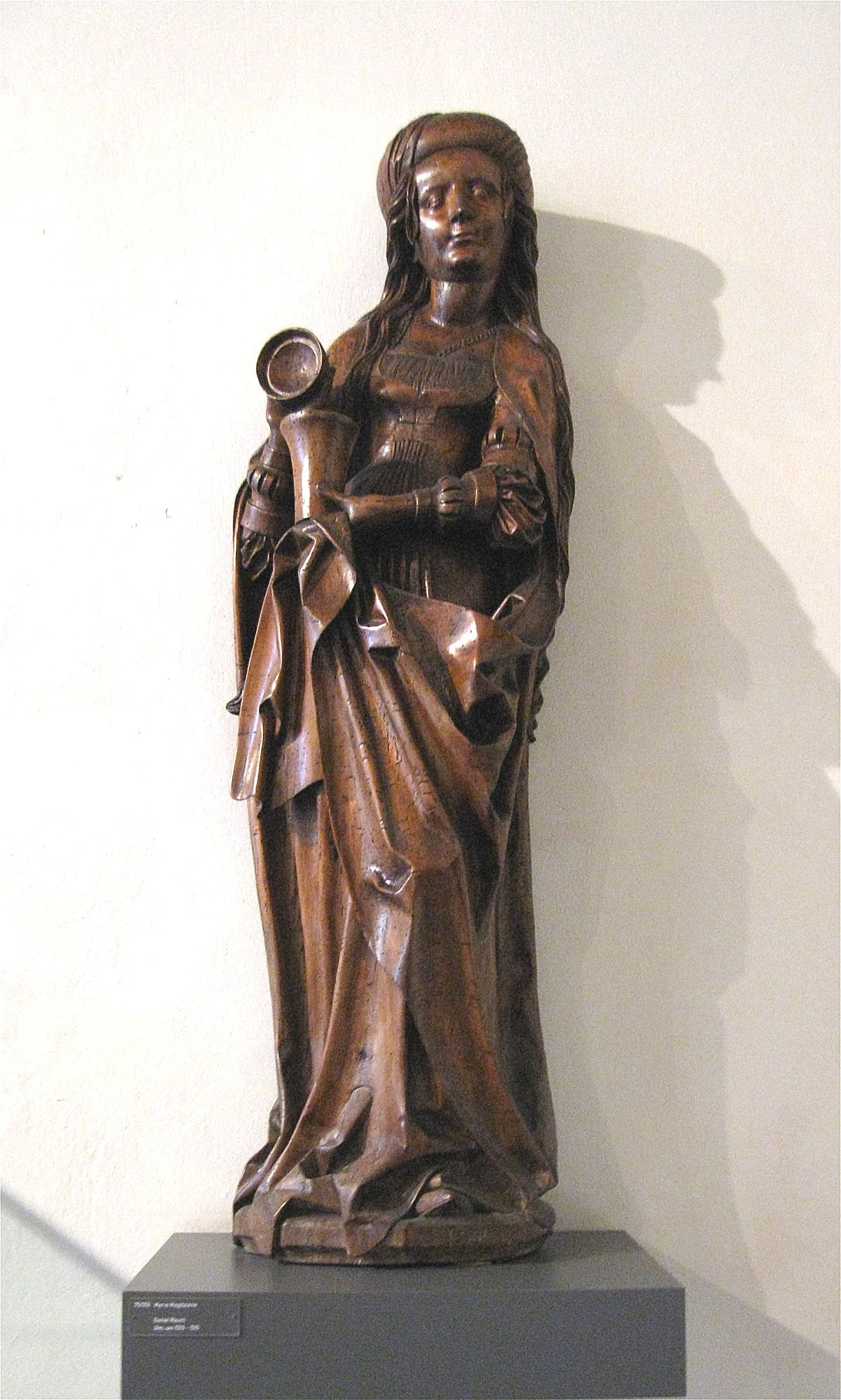
Maria Magdalena, um 1500–1510, Bayerisches Nationalmuseum

Daniel Mauch (* um 1477 Ulm; † 1540 in Lüttich) ist der letzte große Künstler in der langen Reihe der Ulmer Schule. Er arbeitete als Bildschnitzer in Ulm an verschiedenen spätgotischen Altarprojekten mit.

## Leben
Über die nähere Herkunft des Künstlers ist nicht viel bekannt. Innerhalb der Ulmer Schule, die vielfache Verwandtschaftsbeziehungen innerhalb der Künstlerfamilien aufweist, war er der Schwiegersohn von Jörg Stocker. Er heiratete 1502/03 dessen Tochter Rosa Stocker und eröffnete 1503 eine eigene Werkstatt in der Kornhausgasse.
1504 wurde sein einziger Sohn Daniel Mauch der Jüngere geboren, der später Rechtsgelehrsamkeit studierte und 1567 als Domherr zu Worms starb.
In den Urkunden der Stadt Ulm wird der Bildschnitzer Daniel Mauch 1508 erstmals aufgeführt. 1529 verlieren sich seine Spuren in der Donaustadt. Er lässt sich vom Ulmer Rat beurlauben, um „seinem Lebensunterhalt nachzufahren“, wie es in einer Quelle wörtlich von ihm heißt. Die Vorwehen der Reformation in Ulm und der dort dazugehörende Bildersturm 1531 machen sich in den Ulmer Kunstwerkstätten als wirtschaftliche Flaute bemerkbar. Daniel Mauch ist 1540 in Lüttich gestorben.
Mauch ist möglicherweise identisch mit dem Meister der Oertel-Madonna.

## Werke (Auswahl)

### Verlorene Werke
Weil es in Ulm zum Bildersturm gekommen war, gingen zahlreiche Werke Mauchs verloren:
- 1510 liefert er mit Martin Schaffner ein Retabel für die örtliche Franziskanerkirche, das verloren ging.
- 1514 erstellte er einen inzwischen gleichfalls zerstörten Ölberg für das Kloster Wettenhausen.

### Erhaltene Werke
- um 1505/1510: Anna selbdritt in Steinhausen an der Rottum
- um 1505/1510: Relief Mariä Krönung in der Marienkapelle in Kempten
- 1510: Flügelaltar (Bieselbacher Altar) in  der Kapelle St. Franz Xaver in Bieselbach, einem Ortsteil von Horgau
- um 1510: Martyrium des Simonino. Skulpturengruppen für die Kirche San Pietro, Trient. Heute im Tridentinischen Diözesanmuseum.[3]
- um 1515: Heilige Sippe in der Pfarrkirche Mariä Himmelfahrt in Tomerdingen[4]
- 1520 arbeitete er längere Zeit in Geislingen an der Steige, um im Auftrag der Sebastiansbruderschaft ein Altarwerk für die (inzwischen evangelische) Stadtkirche zu fertigen.
- 1520: Sebastian in der Dionysiuskirche von Munderkingen
- um 1520: Annenaltar in Oberstadion
- um 1530/40: Nackte Alte, Liebieghaus, Frankfurt am Main[5]
- Marienbüste, Museum Johanniterkirche in Schwäbisch Hall

Das Ulmer Museum zeigt verschiedene Werke, die Daniel Mauch zugeschrieben werden. Diese Werke zeigen klar den Übergang von der Spätgotik zur Renaissance.